# Armungia
Armungia (Armunja em Sardo) é uma comuna italiana da região da Sardenha, na província da Sardenha do Sul, com  cerca de 584 habitantes. Estende-se por uma área de 54 km², tendo uma densidade populacional de 11 hab/km². Faz fronteira com Ballao, San Nicolò Gerrei, Villaputzu, Villasalto.

## Demografia
| Variação demográfica do município entre 1861 e 2011                               |
|                                                                                   |
| Fonte: Istituto Nazionale di Statistica (ISTAT) - Elaboração gráfica da Wikipedia |